# 京都産業大学サギタリウス
京都産業大学サギタリウス（きょうとさんぎょうだいがくサギタリウス）は、京都産業大学体育会に所属するアメリカンフットボールチームである。1969年に関西学生アメリカンフットボール連盟加盟。

## チーム概要
1969年に関西学生アメフト連盟に加盟した京都産業大学サギタリウスは、1988年に入替戦で大体大勝利し、初の一部昇格を果たす。一部昇格後初のシーズンになる1989年は入替戦で勝ち残留するが、1990年は最下位になり、入替戦で大体大に二年前のリベンジを果たされ、二部に降格する。それ以降一部昇格と二部降格を繰り返し、1995年に大産大に敗れたのを最後に、一部から遠ざかっている。2005年度も神戸大に残り1秒で逆転され、17-20で敗れ去った。

## 名称の由来
サギタリウスの由来は、京都産業大学の校章にいて座のマークが描かれていることに由来する。